# IC 882
IC 882 ist eine Spiralgalaxie vom Hubble-Typ S im Sternbild Coma Berenices am Nordsternhimmel. Sie ist schätzungsweise 309 Millionen Lichtjahre von der Milchstraße entfernt und hat einen Durchmesser von etwa 75.000 Lichtjahren. Vermutlich bildet sie gemeinsam mit  IC 881 ein gravitativ gebundenes Galaxienpaar.
Das Objekt wurde am 22. Juli 1892 vom französischen Astronomen Stéphane Javelle entdeckt.